# Deslizamiento de Villatina
El deslizamiento de Villatina fue una tragedia ocurrida el domingo 27 de septiembre de 1987. Ese día, a las 2:40 de la tarde, se desprendieron 20.000 metros cúbicos de la ladera suroriental del Cerro Pan de Azúcar en Medellín (Colombia). El alud se precipitó a gran velocidad sobre la parte alta del barrio Villatina (en la comuna Villa Hermosa) y ocasionó la muerte de aproximadamente 500 personas. También destruyó unas 70 viviendas en un terreno de aproximadamente 1.2 hectáreas y generó por lo menos 1.000 damnificados.